# Liste des lanceurs totalisant 300 victoires ou plus dans les ligues majeures
Le club de lanceurs qui ont 300 victoires se dit informellement des lanceurs des ligues majeures de baseball qui ont 300 victoires au monticule. La majorité de ces joueurs accéderont au Temple de la renommée du baseball.
La majorité des équipes sont de la ligue nationale (NL) ou la ligue américaine (AL).

## Classement
En gras, les joueurs actifs. Statistiques au 22 septembre 2015.
| Lanceur                    | Victoires | Date de la 300e victoire | Équipes                                                    |
| -------------------------- | --------- | ------------------------ | ---------------------------------------------------------- |
| Cy Young                   | 511       | 3 juillet 1901           | Cle (NL), Bos (AL), StL (NL), Bos (NL), Cle (AL), Bos (NL) |
| Walter Johnson             | 417       | 14 mai 1920              | Washington (AL)                                            |
| Grover Cleveland Alexander | 373       | 20 septembre 1924        | Phi (NL), Chi (NL), StL (NL)                               |
| Christy Mathewson          | 373       | 28 juin 1912             | NY (NL), Cincinnati                                        |
| Warren Spahn               | 363       | 11 août 1961             | Bos/Mil/Atl, NY (NL), SF                                   |
| Pud Galvin                 | 361       | 4 juin 1888              | Buf, Pit, Pit (NL), Pit, StL (NL)                          |
| Kid Nichols                | 361       | 7 septembre 1900         | Bos, StL, Phi (NL)                                         |
| Greg Maddux                | 355       | 7 août 2004              | Chi (NL), Atl, Chi (NL), LA (NL), SD, LA (NL)              |
| Roger Clemens              | 354       | 13 juin 2003             | Bos, Tor, NY (AL), Hou (NL), NY (AL)                       |
| Tim Keefe                  | 342       | 4 juin 1890              | Troy, NY (Amer. Assoc.), NY (NL), Phi                      |
| Steve Carlton              | 329       | 23 septembre 1983        | StL (NL), Phi, SF, Chi (AL), Cle, Min                      |
| John Clarkson              | 328       | 21 septembre 1892        | Worc, Chi (NL), Bos (NL), Cle (NL)                         |
| Eddie Plank                | 326       | 11 septembre 1915        | Phi (AL), StL (Ligue fédérale), StL (AL)                   |
| Nolan Ryan                 | 324       | 31 juillet 1990          | NY (NL), Cal (AL), Hou (NL), Tex(AL)                       |
| Don Sutton                 | 324       | 18 juin 1986             | LA (NL), Hou, Mil, Oak (AL), Cal                           |
| Phil Niekro                | 318       | 6 octobre 1985           | Mil/Atl (NL), NY (AL), Cle, Tor                            |
| Gaylord Perry              | 314       | 6 mai 1982               | SF, Cle, Tex, SD, NY (AL), Atl, Sea, KC                    |
| Tom Seaver                 | 311       | 4 août 1985              | NY (NL), Cin, Chi (AL), Bos                                |
| Charles Radbourn           | 309       | 1er mai 1891             | Prov, Bos (NL), Bos (Players League), Cin                  |
| Mickey Welch               | 307       | 11 août 1890             | Troy, NY (NL)                                              |
| Tom Glavine                | 305       | 5 août 2007              | Atl, NYM (NL), Atl                                         |
| Randy Johnson              | 303       | 4 juin 2009              | Mtl, Sea, Hou, Ari, NY (AL), Ari, SF                       |
| Lefty Grove                | 300       | 25 juillet 1941          | Phi (AL), Bos (AL)                                         |
| Early Wynn                 | 300       | 13 juillet 1963          | Was, Cle, Chi (AL)                                         |

## Joueurs en activité qui ont 200 victoires
Statistiques au 20 janvier 2023
| Joueur           | Victoires | Franchises                                |
| ---------------- | --------- | ----------------------------------------- |
| Justin Verlander | 244       | Det, Hou, NY (NL)                         |
| Zack Greinke     | 223       | Kcr, Mil, LA (AL), LA (NL), Ari, Hou, Kcr |
| Max Scherzer     | 201       | Ari, Det, Wsn, Lad, NY (NL)               |